# ReactOS
ReactOS® (React Operating System) este un sistem de operare liber și open-source (codul-sursă fiind disponibil gratuit sub licența GNU GPL), creat pentru a fi 100% compatibil cu Windows XP.
Este scris de la zero, începând din 1996, pornind de la configurația Windows® XP/2003, urmează filozofia aplicată de Microsoft în arhitectura Windows-NT®, aceea de a pleca de la nivel de hardware la nivel de aplicație. Sistemul nu este bazat pe Linux și nu are nimic comun cu arhitectura Unix.
Scopul principal al proiectului ReactOS este oferirea unui sistem de operare compatibil binar cu Windows. În felul acesta, actualele aplicații și drivere de Windows vor rula pe ReactOS ca și pe Windows. În plus, aspectul este similar cu interfața utilizată de Windows®, astfel că trecerea pe noul sistem de operare se poate face fără o pregătire specială. Scopul final este ca să se poată dezinstala Windows® de pe un calculator, pentru a se instala ReactOS, fără ca utilizatorul final să simtă vreo diferență.
În octombrie 2010 a fost lansată varianta ReactOS 0.3.12, care este încă în stadiul alfa, ceea ce înseamnă că nu are încă implementate toate caracteristicile, și, prin urmare, încă nu este recomandat pentru activitatea de zi de zi. Fiindcă ReactOS este încă în stadiu de dezvoltare, nu vor funcționa toate ferestrele cu aplicații, dar compatibilitatea crește cu fiecare nouă versiune care apare.
În 22 martie 2011 a fost lansată versiunea ReactOS 0.3.13, cu o serie de îmbunătățiri.
Deși dezvoltarea acestui sistem de operare este asigurată de un număr semnificativ de dezvoltatori și designeri, Aleksey Bragin, coordonatorul proiectului, și-a exprimat părerea că sistemul de operare va fi probabil finalizat abia peste 10 ani.
La 7 februarie 2012 a fost lansată versiunea ReactOS 0.3.14, ce cuprinde îmbunătățiri:
- la nivel de rețea/comunicare (suport WiFi, stabilitate îmbunătățită datorită includerii LwIP en )
- suport parțial pentru USB (tastaturi, etc.)
- la nivel de gestiune și control al alimentării (compatibilitate ACPI en )
- la nivel de interfață grafică (având acum posibilitate de a utiliza teme vizuale)
- la nivel de nucleu, reflectându-se într-o fiabilitate generală sporită
- la nivel de arhitectură generală (oferind o infrastructură de o mai bună compatibilitate cu WindowsNT)
- alte multiple corecții/remedieri ale problemelor anterioare (789 defecte reparate/rezolvate)

Pe 30 mai 2013 a fost lansată versiunea ReactOS 0.3.15